# Karel Lucien Bonaparte
Karel Lucien Bonaparte (ook Karel Luciaan, in het Frans Charles, maar genoemd Carlo) (Parijs, 24 mei 1803 – aldaar, 29 juli 1857), 2e vorst van Canino en Musignano, was een Franse ornitholoog en politicus. Hij was een zoon van Lucien Bonaparte (1775-1840), een jongere broer van keizer Napoleon I, en Alexandrine de Bleschamp (1778-1855).

## Leven
Hij werd opgevoed in Italië en bezocht daar ook de universiteit. Na zijn huwelijk op 29 juni 1822 met zijn nicht Zénaïde ging hij naar de Verenigde Staten, alwaar ook zijn oom en schoonvader Jozef Bonaparte verbleef. In Italië had hij kort tevoren een nieuwe vogelsoort ontdekt, de zwartkoprietzanger (Acrocephalus melanopogon), en tijdens de reis verzamelde hij exemplaren van een nieuw soort stormvogeltje dat later naar Alexander Wilson het Wilsons stormvogeltje (Oceanites oceanicus) werd genoemd. In de VS completeerde hij de vierdelige "Ornithology or History of the Birds of the United States" van Alexander Wilson. Hij heeft ook enkele nieuwe zoogdiersoorten beschreven.
In 1828 keerde hij terug naar Europa en vestigde zich in Rome, waar hij zijn studies voortzette. Bij de dood van zijn vader in 1840 werd hij vorst van Canino en Musignano. Kort hierop betrad hij de politieke arena en voegde zich bij de anti-Oostenrijkse partij. Hij gaf echter nog steeds wetenschappelijke lezingen en publiceerde een aantal werken zoals de "Iconografia della Fauna Italica". In de jaren 1848/1849 was hij een van de leiders van de republikeinen in Rome, maar hij moest na de val van de Republiek het land verlaten. Zijn neef Napoleon III weigerde echter aanvankelijk hem Frankrijk binnen te laten.
Tijdens deze verbanning (1849-1850) verbleef hij in Leiden. Hij was een goede vriend van Hermann Schlegel die toen al jaren verbonden was aan 's Rijks Museum van Natuurlijke Historie. In Leiden schreef Karel Lucien Bonaparte (in correspondentie uit die tijd aangeduid als De prins van Canino) het boek "Conspectus Generum Avium" over de vogels in Europese musea.  Hij beschreef 173 vogelgeslachten (7% van het totale aantal) en meer dan 200 vogelsoorten.  In 1850 vestigde hij zich toch in Parijs, alwaar hij in 1854 directeur van de Jardin des Plantes werd. Hij stierf in 1857 te Parijs.

## Kinderen
- Jozef Lucien Karel Napoleon (1824-1865), 3e vorst van Canino en Musignano
- Alexandrine Gertrude Zénaïde (1826-1828)
- Lucien Lodewijk Jozef Napoleon (1828-1895), 4e vorst van Canino en Musignano, kardinaal
- Julie Charlotte Pauline Zénaïde Laetitia Désirée Bartholomée (1830-1900)
- Charlotte Honorine Joséphine Pauline (1832-1901)
- Léonie Stéphanie Elise (1833-1839)
- Marie Désirée Eugénie Joséphine Philomène (1835-1890)
- Augusta Amélie Maximilienne Jacqueline (1836-1900)
- Napoleon Karel Gregorius Jacob Filips (1839-1899), 5e vorst van Canino en Musignano
- Bathilde Aloïse Léonie (1840-1861)
- Albertine Marie Thérèse (1842-1842)
- Karel Albert (1843-1847)

- Bibsys: 1045845
- Biblioteca Nacional de España: XX5008390
- Bibliothèque nationale de France: cb125600027 (data)
- Gemeinsame Normdatei: 116237597
- International Standard Name Identifier: 0000 0001 0869 1529
- Library of Congress Control Number: n85305913
- Nationale bibliotheek van Australië: 35957330
- Nationale Bibliotheek van Israël: 987007459773505171
- Nederlandse Thesaurus van Auteursnamen: 110745043
- Istituto Centrale per il Catalogo Unico: SBLV201397
- LIBRIS: 300194
- SNAC: w6n29z80
- Système universitaire de documentation: 053513126
- Trove: 1162532
- Union List of Artist Names: 500434782
- Virtual International Authority File: 9963712
- WorldCat: E39PBJfrHkQGqc99CM6mh4dmh3

Lucien · Karel Lucien · Jozef Lucien · Lucien Lodewijk · Napoleon Karel · Roland Napoleon